# سیارک ۱۸۵۱۶۴
سیارک ۱۸۵۱۶۴ (به انگلیسی: 185164 Ingeburgherz، نامگذاری:2006SL218) صد و هشتاد و پنج هزار و صد و شصت و چهارمین سیارک کشف شده‌است که در ۲۷ سپتامبر ۲۰۰۶ کشف شد.